# Mandala

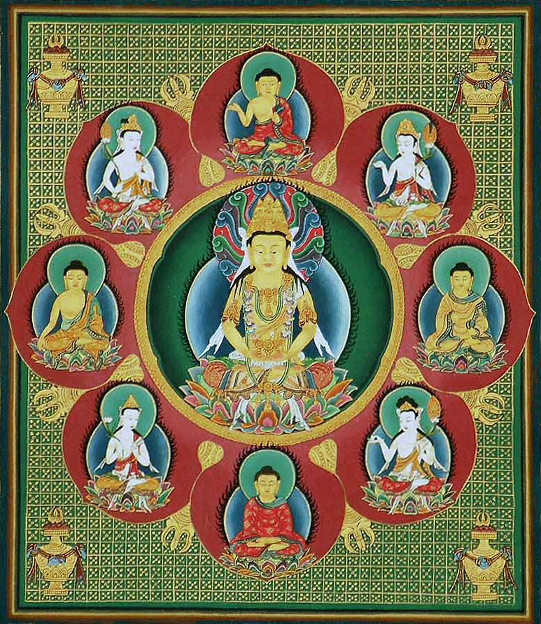
Garbhadhatu Mandala (Japan)

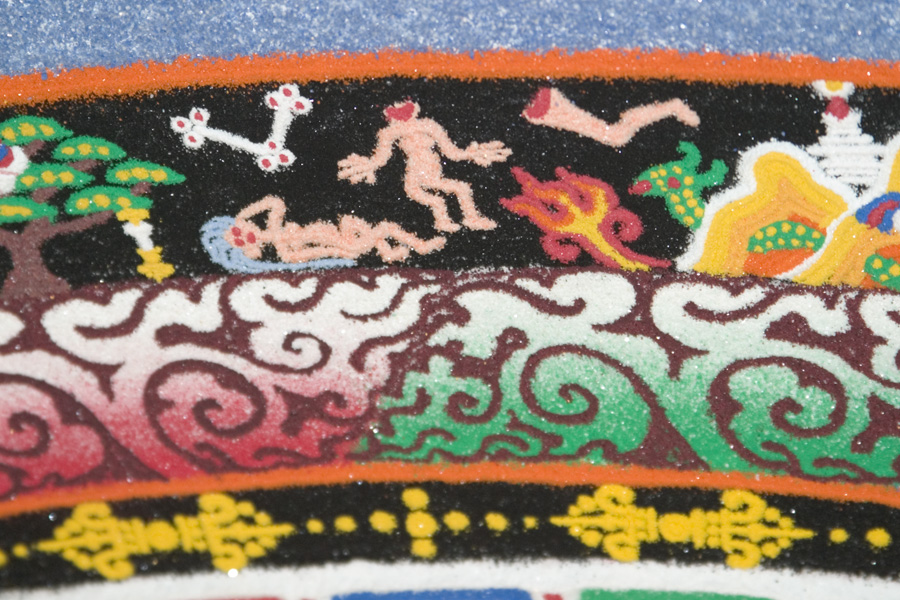
Detail eines Sandmandalas

Das Mandala (Sanskrit, n., मण्डल, maṇḍala, „Kreis“, tib.: དཀྱིལ་འཁོར།, dkyil 'khor) ist ein figurales oder in der Form des Yantra aufgebautes geometrisches Schaubild, das im Hinduismus und Buddhismus in der Kultpraxis eine magische oder religiöse Bedeutung besitzt. Ein Mandala ist meist quadratisch oder kreisrund und stets auf einen Mittelpunkt orientiert. In seiner einfachsten Ausführung kann es ein Dreieck zeigen, das eine Trinität (Trimurti) symbolisiert, in seiner größten Ausgestaltung bis in den Grundplan eines sakralen Gebäudes gesteigert verkörpert das Mandala das gesamte Universum mit Himmel, Erde und Unterwelt. Es dient als visuelles Hilfsmittel, um durch die Darstellung von Göttern, Landschaften oder Zeichen komplexe religiöse Zusammenhänge verinnerlichen zu können.

## Verbreitung
Mandalas werden zu religiösen Zwecken benutzt, als Symbol bei Riten. Mit dem Buddhismus fand das Mandala als Meditations-Objekt, von Indien und Tibet ausgehend, Verbreitung in ganz Ostasien.

## Mandalas im tibetischen Buddhismus

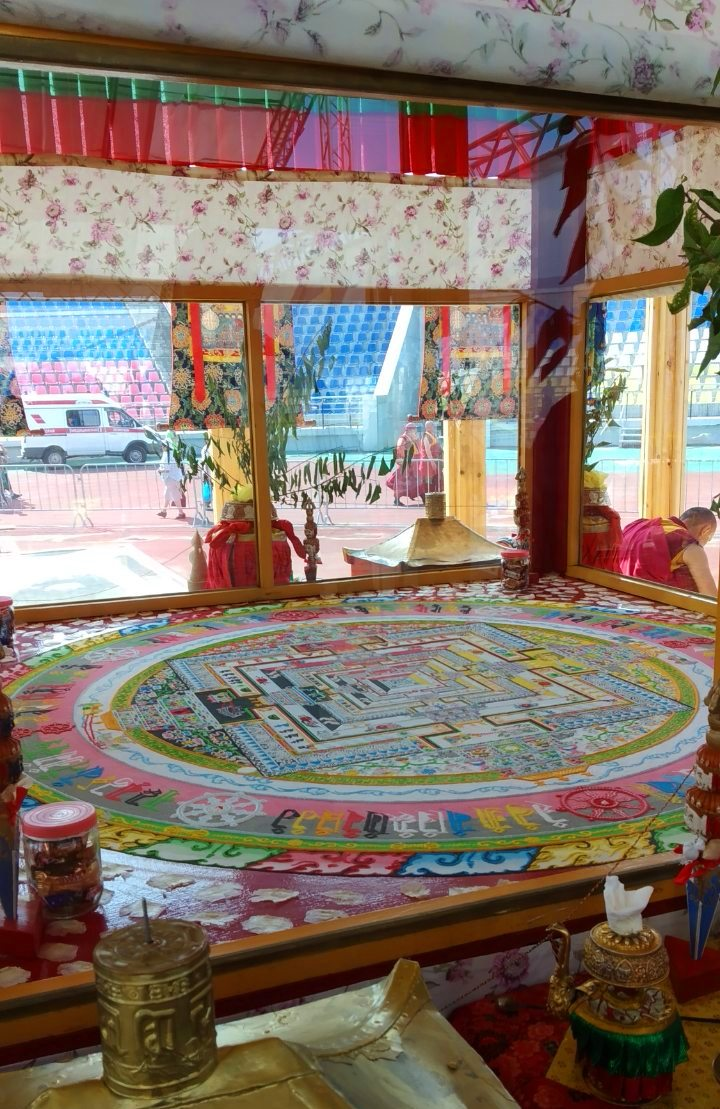
Kalachakra-Mandala in einem speziellen Glaspavillon. Buddhistische Pilger umgehen den Pavillon dreimal im Uhrzeigersinn. Burjatien, 2019

Im tibetischen Buddhismus Vajrayana zeigen Mandalas die Sicht von oben auf einen sogenannten Mandala-Palast (siehe Kalachakra-Mandala), umgeben von einem sogenannten Reinen Land. In solch einem Palast werden verschiedene Buddhas oder ganze Versammlungen von Buddhas durch den Praktizierenden visualisiert. Mandalas sind im Vajrayana also meist eine zweidimensionale Darstellung eines dreidimensionalen geistigen Objekts. Diese Mandalas werden im Vajrayana dazu benutzt, die dreidimensionale Form optisch-geistig zu projizieren. Dies führt je nach Abstraktionsgrad des Mandalas zu vertiefter geistiger Konzentrationsfähigkeit. Die Ich-Anhaftung, im Buddhismus Ursache allen Leids, wird dabei vermindert, da geistig die Grenze zwischen Körper-Identifikation und Raumerfahrung überschritten wird.
Von entscheidender Bedeutung bei Sandmandalas ist das anschließende Wegwischen der in stunden-, manchmal auch wochenlanger Arbeit entstandenen Werke. Die Vergänglichkeit des Lebens und das Ideal der Entbindung von der materiellen Welt soll dabei symbolisch vollzogen werden.
Bedingt durch die zentrale Bedeutung der Vier Edlen Wahrheiten für den Buddhismus gehen fast alle tibetischen Mandalas von dieser Zahl Vier (oder dem Quadrat) aus und bilden dann zum Rand hin Vielfache davon (8, 16 usw.). Es handelt sich dabei um eine Zahlensymbolik mit zum Teil komplexer Bedeutung, siehe auch die achtblättrige Lotusblüte der Abbildung von Garbhadhatu Mandala (Japan).

## Mandala-Darstellungen in anderen asiatischen Kulturen
Nicht nur im Vajrayana, auch in anderen buddhistischen und hinduistischen Kulturen finden sich Mandalas, ebenso in der indianischen Kultur. Die Symbolik eines Mandalas soll direkt auf das Unbewusste zielen, sodass durch bestimmte Farben und Formen bestimmte Bereiche der Psyche angesprochen und stimuliert werden sollen. Ein Mandala kann sowohl abstrakte Formen und Ornamente als auch Darstellungen von Tieren und anderem enthalten, ebenso alle möglichen Symbole aus Religion, Esoterik oder Psychologie. Auch natürliche Motive können als Mandala dienen.
Nagamandala, Ashlesha bali und Sarpam thullal sind Ritualtheater im Süden des Bundesstaates Karnataka, bei denen der Schlangengott Naga in einem Mandala verehrt wird und der Akteur durch das Mandala in einen Zustand der Besessenheit gerät.
Im chinesisch-japanischen Kulturraum sind Mandalas oft mit Schriftzeichen anstelle von Bildern gestaltet.

## Verwendung des Begriffs Mandala in der westlichen Kultur

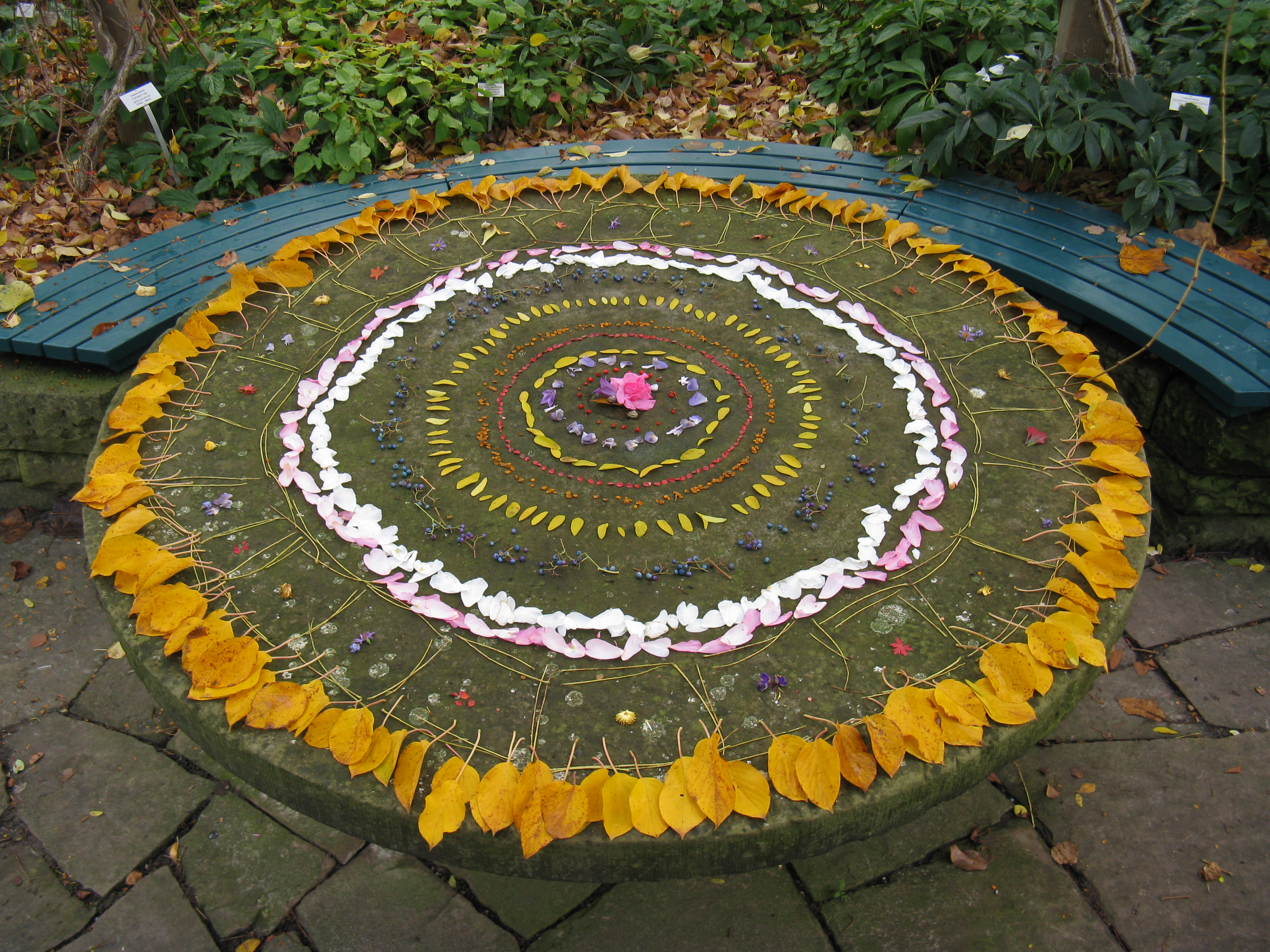
„Herbstmandala“ in Deutschland

Umgangssprachlich bedeutet Mandala in der westlichen Kultur unterschiedliche, auf ein Zentrum ausgerichtete geometrische, pflanzliche oder figürliche Motive, wie beispielsweise das Mandala-Dach. Häufig wird der Begriff fälschlicherweise – denn es handelt sich hierbei um Meditationsbilder mit Mandala-ähnlichem Aufbau – auf runde Ausmalbilder, die in Kindergärten und Grundschulen oder auch in Malbüchern verbreitet sind, angewendet. Gelegentlich werden auch Muster aus Gegenständen, die man in der Natur findet, etwa farbige Steine und Pflanzen(-Teile), Mandala genannt. Unter diesen sind jahreszeitliche Mandalas besonders beliebt, z. B. Herbstmandalas, die üblicherweise aus bunten Blättern oder Früchten gelegt werden.
Carl Gustav Jung verwendet Mandalas als psychologischen Ausdruck für die Gesamtheit des Selbst.

## Weitere Mandala-Beispiele

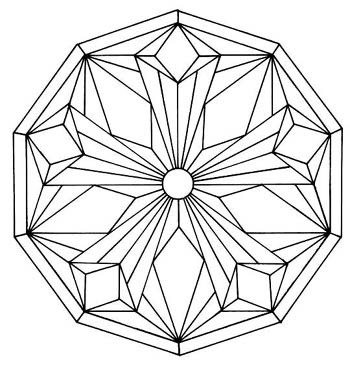
Schematisches Mandala
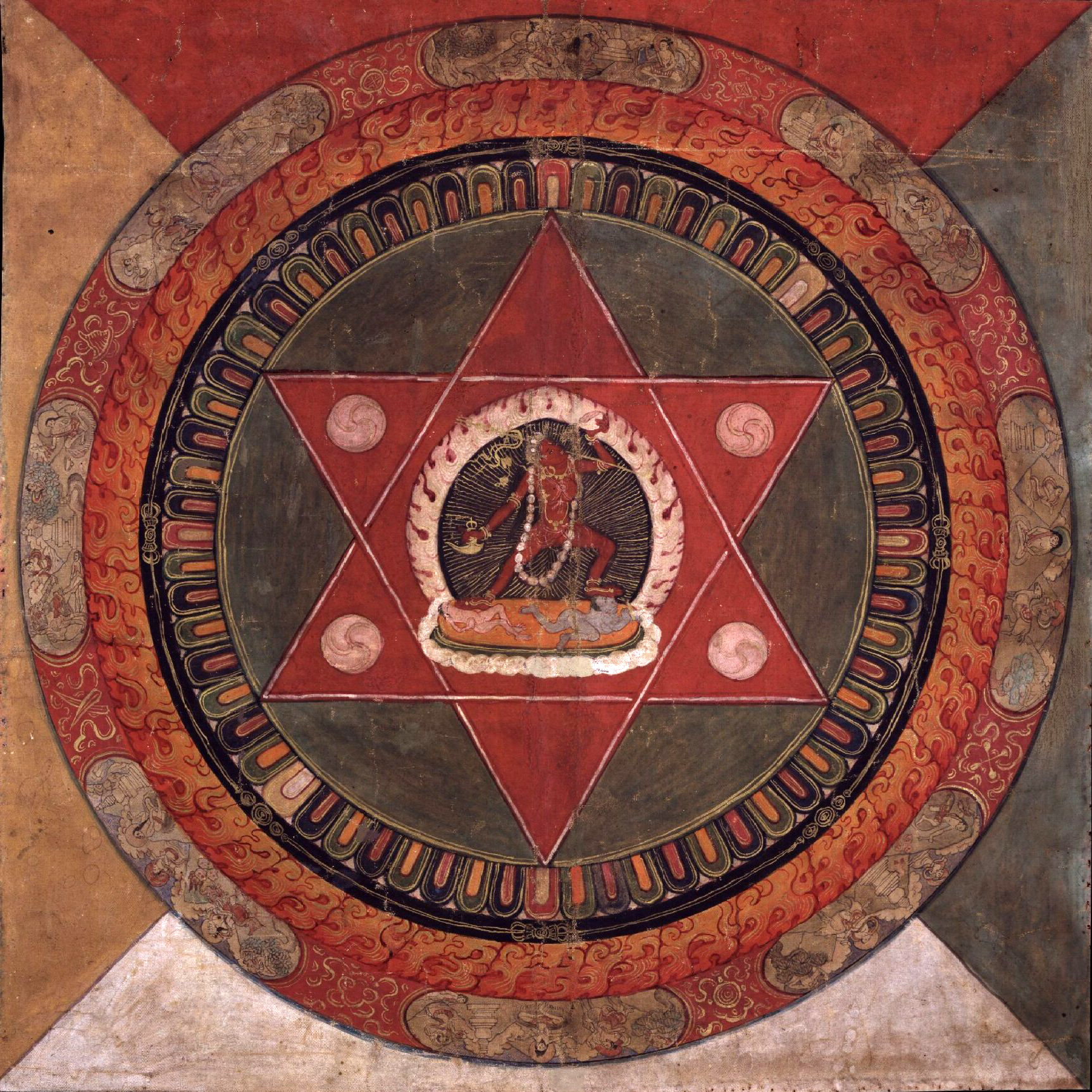
Tibetisches Mandala (Thangka) der Naropa-Tradition mit der tantrischen weiblichen Gottheit Vajrayogini, 19. Jahrhundert
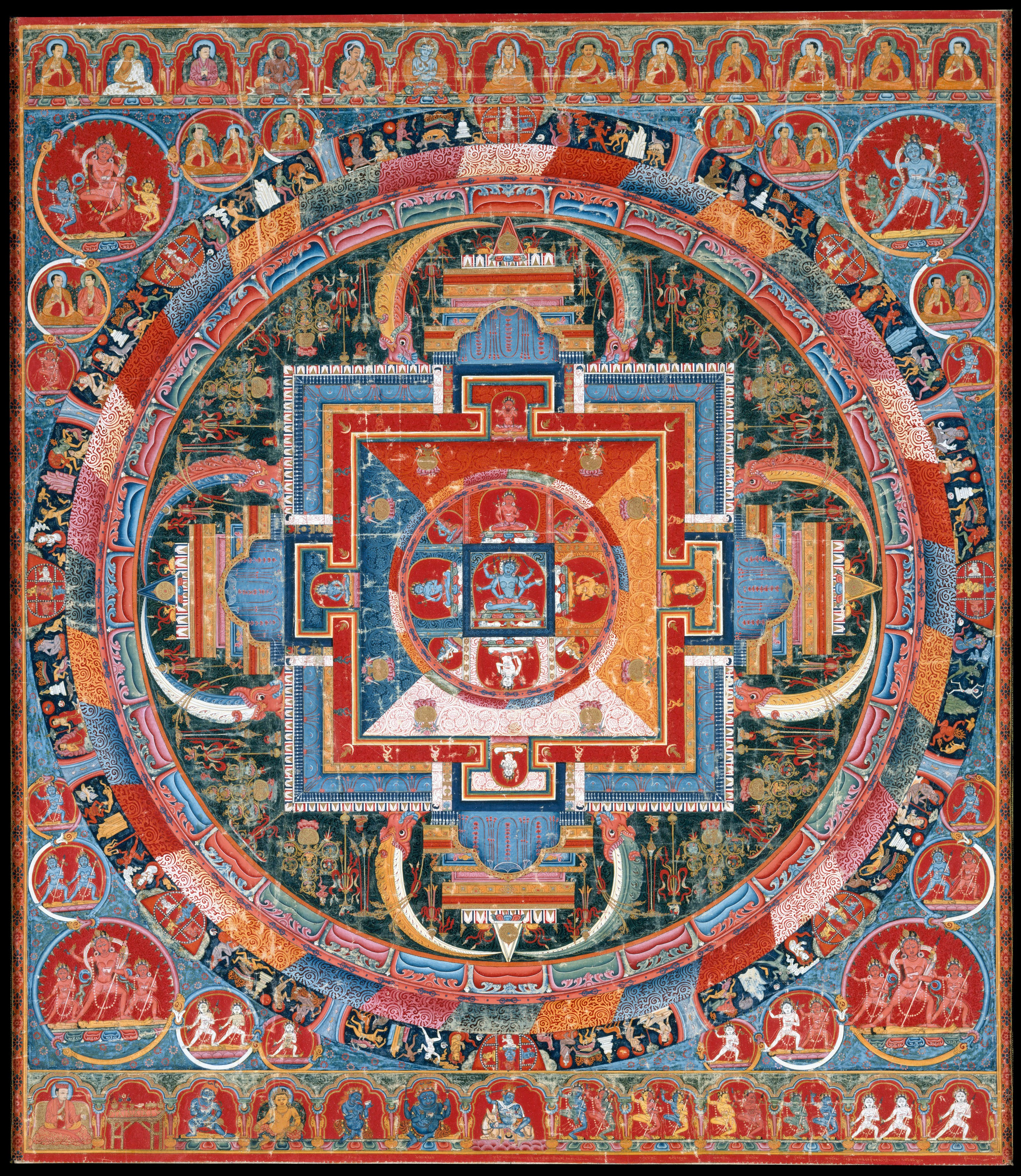
Tibetisches Mandala der sechsarmigen Göttin Jnanadakini, umgeben von vier Schutzgöttinnen, Ende 14. Jahrhundert